# Bernard (fodboldspiller)
 For alternative betydninger, se Bernard. (Se også artikler, som begynder med Bernard)
Bernard Anício Caldeira Duarte (født 8. september 1992), bedre kendt som Bernard, er en professionel fodboldspiller fra Brasilien. Han spiller for Everton, som kant.